# Embraco
Embraco («Эмбрако») — производитель герметичных компрессоров для холодильных систем, конденсаторных и герметичных агрегатов для бытового и коммерческого использования. Компания, основана в 1971 году в Бразилии. С 2018 года является дочерней компанией японского производителя электромоторов Nidec.
Штаб-квартира и главный завод находятся в городе Жоинвили. Embraco также имеет заводы в Китае, Мексике и Словакии, офисы в Турине (Италия), Москве (Россия) и Атланте (США).
В Embraco работает около 10 000 человек по всему миру. Компания вкладывает значительные средства в разработку и производство продукции, а также поставляет продукцию крупным международным OEM-производителям бытового и коммерческого холодильного оборудования.

## История
Компания была основана в городе Жоинвилле на юге Бразилии, в 1971 году. Она была создана для снабжения бразильской холодильной промышленности, которая до этого полностью полагалась на импортные компрессоры. Через несколько лет после открытия компания уже начала экспортировать свою продукцию в другие страны Америки. В 1980-х годах продукция уже экспортировалась в более чем 80 стран. Предвидя глобальные изменения в экономике, компания решила создать производственные базы за границей.
в 1994 году в состав группы Embraco вошёл производитель поршневых компрессоров Aspera.
В 1997 году Embraco была приобретена компанией Whirlpool. В апреле 2018 года Whirlpool заключила соглашение с Nidec Corporation о продаже Embraco за 1,08 млрд долларов.
В 2018 году Embraco закрыла свой завод в Италии и перевела его в Словакию, в Турине осталось только представительство.